# Cyhalothrine
La cyhalothrine est une substance active insecticide de la famille des  pyréthrinoïdes.
C'est un dérivé fluoré de la pyréthrine (trifluorométhyl-pyréthrine).

## Description
La « lambda-cyhalothrine » est un mélange d'isomères hautement actifs de la cyhalothrine.
C'est un solide incolore à beige. Il est peu soluble dans l'eau et n'est pas volatil. Il a une certaine action répulsive sur les insectes.
La lambda-cyhalothrine est très toxique pour les abeilles.

## Action
Cette substance active agit sur le système nerveux dont elle perturbe le fonctionnement normal. Elle provoque la paralysie et la mort des insectes en bloquant la transmission de l'influx nerveux par action sur le canal ionique sodium.

## Produits à base de lambda-cyhalothrine
- Demand
- Karaté
- Warrior

## Sources